# Ураду
Ураду (фр. Auradou) насеље је и општина у југозападној Француској у региону Аквитанија, у департману Лот и Гарона која припада префектури Вилнев сир Лот.
По подацима из 2011. године у општини је живело 380 становника, а густина насељености је износила 34,02 становника/km². Општина се простире на површини од 11,17 km². Налази се на средњој надморској висини од 50 метара (максималној 222 m, а минималној 69 m).

## Демографија
| 1962. | 1968. | 1975. | 1982. | 1990. | 1999. | 2011. |
| ----- | ----- | ----- | ----- | ----- | ----- | ----- |
| 216   | 227   | 220   | 256   | 311   | 258   | 380   |

График промене броја становника у току последњих година